# تام کلنسی گوست ریکان سرباز آینده
تام کلنسی گوست ریکان سرباز آینده (به انگلیسی: Tom Clancy's Ghost Recon: Future Soldier) یک بازی ویدئویی تاکتیکی است که توسط شرکت یوبی سافت در سال ۲۰۱۲ میلادی برای پلی استیشن۳ اکس باکس ۳۶۰ و مایکروسافت ویندوز منتشر شد.